# Grecia Otomană
Teritoriul Greciei a fost cucerit în mai multe etape de Imperiul Otoman începând cu secolul al XV-lea. Grecia și-a proclamat independența în 1821, oficial recunoscută doar în 1832 după Conferința de la Londra din 1832. Această perioadă istorică de mai multe secole este cunoscută ca Tourkokratia (în limba greacă: Τουρκοκρατία, „Dominația turcă”).
Imperiul Bizantin, statul succesor al Imperiului Roman, care a stăpânit cea mai mare parte a teritoriilor populate de greci pentru mai mult de 1100 de ani, a primit o lovitură de pe urma căreia nu avea să se mai refacă niciodată în timpul celei de-a patra cruciade, când cavalerii vest-europeni au cucerit Constantinopolul în 1204. 
Ocuparea treptată a Greciei a fost precedată de victoriile otomanilor împotriva sârbilor. După o primă victorie în Bătălie de pe râul Marița din 1371, otomanii i-au învins în mod hotărâtor pe sârbi în Bătălia de la Kosovo Polje din 1389
După neutralizarea sârbilor și profitând de războaiele civile bizantine, otomanii au cucerit Constantinopolul în 1453. În 1458, turcii au cucerit Atena. Grecii au mai păstrat controlul asupra Peloponezului până în 1460, iar venețienii și genovezii au mai stăpânit unele insule grecești până pe la 1500, când cea mai mare parte a insulelor și Greciei continentale a trecut în mâinile otomanilor. Zonele muntoase ale Greciei au fost controlate cu greu de trupele otomane, aici găsindu-și refugiu elenii care încercau să scape de sub dominația străină, tot aici organizându-se lupta de rezistență împotriva cuceritorilor.
Ciprul a fost cucerit de turci 1571, iar Creta a fost cucerită de la venețieni până în 1670. Insulele Ioniene au trecut de sub stăpânirea venețiană sub cea otomană pentru perioade scurte de timp la sfârșitul secolului al XV-lea. 
Perioada de stăpânire otomană a pământurilor elene sunt văzute ca o perioadă de declin economic și cultural, iar grecii au văzut cu ochi răi așezarea turcilor în orașele elene. Mai mult, grecii considerau că religia islamică este primitivă, fiind demnă de dispreț. În această perioadă grecii, dar și creștinii foloseau temenul „turc” în sens peiorativ cu referire la toți musulmanii otomani din imperiu. 
Perioada de ocupație otomană a avut un impact profund asupra societății elene, prin apariția unei noi elite. Aristocrația elenă funciară, care a dominat în mod tradițional Imperiul Bizantin, a fost aproape distrusă. Noua clasă dominantă în Grecia Otomană era numită „prokritoi” (în limba greacă: πρόκριτοι ) sau „kocabasis” în turcă. Clasa  „prokritoi” era formată în special din birocrați și colectori de taxe, care au căpătat rapid o reputație proastă pentru corupție și nepotism. Grecii locuitori ai cartierului elen al Constantinopolului, fanarioții, au cucerit poziții importante în comerț și diplomație. Biserica Ortodoxă Greacă și Patriarhia Ecumenică a Constantinopolului au căpătat o mare putere în imperiu sub protecția sultanului, controlul asupra întregi populații ortodoxe din imperiu, inclusiv a celor ne-greci. 

## Începuturile
Dominația otomană a fost solidificată odată cu Căderea Constantinopolului, capitala Imperiului Bizantin și unul dintre ultimele mari vestigii ale culturii grecești care nu se afla fie sub dominație otomană, fie sub cea occidentală. Ca urmare a Căderii, numeroși nobili și clerici vor alege calea pribegiei, mulți dintre ei trecând Dunărea în Țările Române.

## Dominația otomană

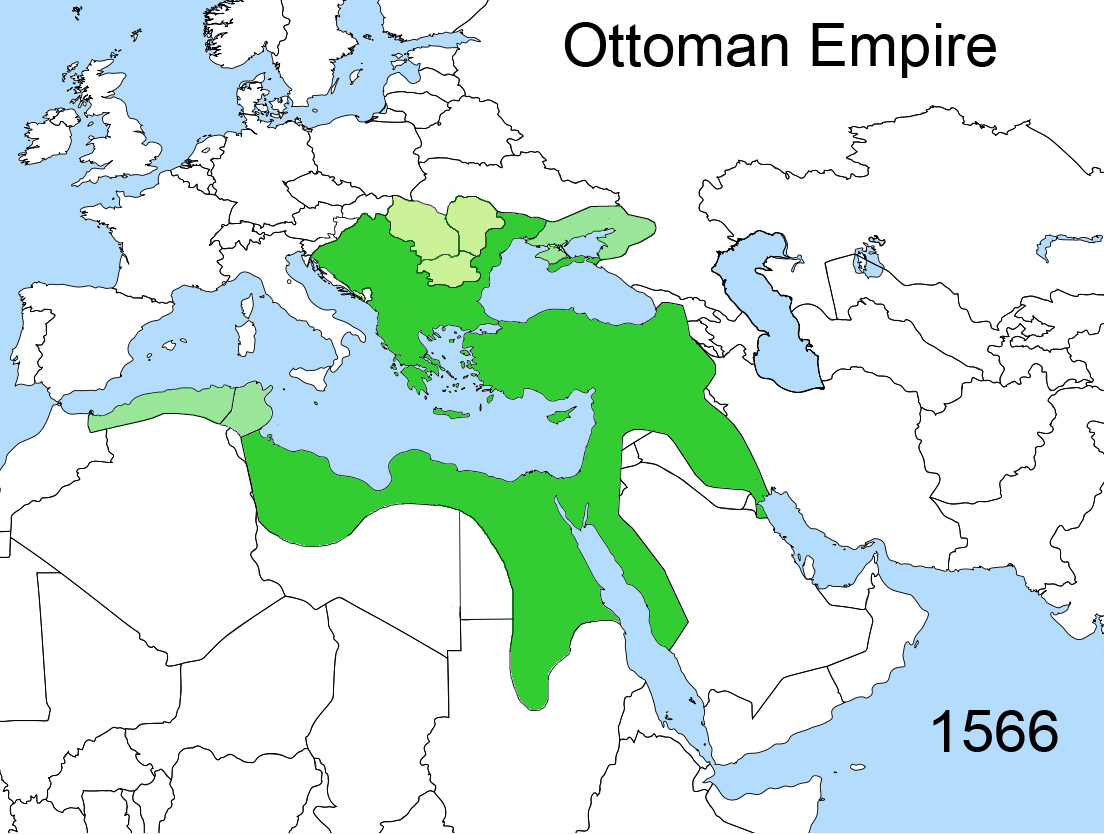
Harta Imperiului Otoman la Moartea lui Suleiman Magnificul în 1566

Consolidarea puterii otomane a fost urmată de două curente distincte de migrație elenă. Primul a fost cel al intelectualilor greci, așa cum au fost Johannes Vissarion, Georgius Plethon Gemistos și Marcos Mousouros, care s-au îndreptat către Europa Occidentală. Aceștia au influențat apariția Renașterii. Ar mai trebui spus că acesta nu a fost primul val de migrație elen spre occident, cel mai notabil fiind cel spre orașele universitare italiene, care începuse încă după ocupare Constantinopolului în timpul celei de-a patra Cruciade ). Acest val de migrație a avut ca rezultat imediat formarea diasporei elene moderne. 
Al doilea curent val de migrație a vizat grecii din regiunile joase ale Eladei, care s-au mutat în munți, unde otomanii nu au reușit să-și impună o prezență serioasă militară sau administrativă.

### Administrația
Sultanul era plasat în vârful piramidei guvernamentale otomane. Deși el se bucura de puterile unui monarh absolut, acțiunile sale erau limitate de tradiții și convenții. Aceste restricții erau impuse în principal de tradiții, în principal de natură religioasă. Coranul conținea principalele restricții, fiind legea absolută după care trebuia se ghideze sultanul, jucând prin aceasta rolul unei adevărate constituții.
Guvernatorii otomani ai provinciilor aveau două funcții importante: să mențină securitatea militară și să asigure colectarea taxelor .
Ierarhia militară era tipic feudală. Cavaleria imperială era formată exclusiv de etnici turci, care primeau în schimbul . serviciului militar loturi de pământ funcție de gradul militar. Nemusulmanilor le era interzisă călătoria călare, ceea ce făcea deplasarea mult mai dificilă.. Otomanii au împărțit Grecia în sanjakuri, în guvernate de „sanjakbey”, care erau răspunzători în fața sultanului, care-și stabilise capitala în Constantinopol în 1453. În paralel cu această împărțire administrativă, otomanii au pus în aplicare sistemul de segregare a cetățenilor imperiului pe baze religioase –  „milleturile”. 
Teritoriile cucerite au fost împărțite de către sultan nobililor otomani, care au devenit deținători de fiefuri - timar sau ziamet -  și supuși direct monarhului. Aceste terenuri nu puteau să fie vândute sau moștenite, fiind înapoiate sultanului la moartea nobilului deținător de fief. De-a lungul întregii lor vieți, nobilii otomani, care serveau în general ca ofițeri de cavalerie în armata sultanului, duceau o viață îmbelșugată pe pământurile distribuite lor, lucrate de cele mai multe ori de țărani. Sistemul feudal otoman s-a suprapus peste sistemul de proprietate țărănesc. Țăranii erau în continuare proprietarii propriilor terenuri, iar dreptul de moștenire asupra pământurilor lor era ereditar și inalienabil. Țăranii nu au fost obligați să presteze serviciul militar obligatoriu. În plus, nemusulmanilor le era interzisă purtarea de arme, dar această interdicție a fost ignorată tot timpul. Existau regiuni precum Creta, în care fiecare om umbla înarmat. 
Grecii erau obligați să plătească taxe foarte mari, dar cea mai grea de suportat obligație a fost „tributul de copii”. Otomanii pretindeau ca fiecare al cincilea băiat al unei familii să fie luat din sânul familiei sale și înrolat în corpul ienicerilor, unde urma să fie pregătit să devină un infanterist de elită în armata sultanului. Au existat o serie de legi opresive, iar ocazional, conducerea musulmană se deda la masacre asupra populației civile creștine . Grecii nu puteau 
să dea în judecată  un turc musulman, iar pentru rezolvarea a numeroase probleme care țineau de birocrație, erau nevoiți să dea mită.

### Economia
Situația economică a majorității grecilor s-a deteriorat profund în timpul dominației otomane asupra Greciei. Modul de viață urban al grecilor bizantini s-a transformat într-unul rural și militarizat în timpul dominației otomane. Cuceritorii au impus creștinilor taxe foarte mari, iar numeroase familii elene au fost reduse la  agricultură de subzistență, chiar și în zonele unde în perioada bizantină regiunile fuseseră puternic urbanizate și dezvoltate din punct de vedere economic. Singurele excepții le-au reprezentat capitala Constantinopol și insulele din Marea Ionică care au rămas sub stăpânirea venețiană, unde grecii se bucurau de o prosperitate mare. Grecii au resimțit profund scăderea puternică a nivelului de trai în timpul stăpânirii otomane. La începutul secolului al XVII-lea, otomanii au trecut unele regiuni ale Greciei sub directa administrație a armatei, ceea ce a dus la noi schimbări economice  și declin accelerat al populației creștine. În această perioadă, fiefurile primite pe perioada vieții de la sultan s-au transformat în proprietăți transmise ereditar - chiflik – care puteau să fie vândute sau împărțite moștenitorilor. Noua clasă de moșieri otomani a redus la starea de iobag majoritatea țăranilor liberi greci, ceea ce a dus la depopularea regiunilor de câmpie și migrarea populației în munți. Grecii retrași în regiunile muntoase au declanșat raiduri împotriva autorităților și proprietăților otomane. 

### Religia
Sultanul îl considera pe Patriarhul Ecumenic al Bisericii Ortodoxe Răsăritene drept conducător al tuturor ortodocșilor din imperiu, indiferent de etnie. Patriarhul era responsabil în fața sultanului pentru buna purtare a supușilor ortodocși, fiind investit cu puteri vaste în cadrul comunităților ortodoxe, inclusiv a celor slave sau române. Patriarhul controla școlile și tribunalele religioase ortodoxe din toate comunitățile ortodoxe din imperiul. Prin aceasta, preoții greci și magnații locali numiți  „prokritoi” sau „dimogerontes” deveneau conducătorii efectivi ai orașelor elene. Unele orașe elene, precum Atena sau Rodos, se bucurau de un grad mare de autonomie în vreme ce altele erau conduse de guvernatori otomani. Unele regiuni precum Peninsula Mani din Peloponez sau Epir sau părți ale insulei Creta (Sfakia) erau practic independente. În timpul frecventelor războaie otomano-venețiene, grecii luau, cu câteva excepții,  partea venețienilor împotriva otomanilor. Biserica ortodoxă a ajutata în mod hotărâtor la păstrarea moștenirea elene și, în timpul secolului al XIX-lea, apartenența la ortodoxie a devenit un semn distinctiv al etniei grecești. 
Otomanii nu cereau în mod expres grecilor să se convertească la islam, deși numeroși greci s-au convertit pentru ca să ocolească greutățile socio-economice pe care trebuiau să le suporte supușii otomani creștini, sau pentru că s-au declarat dezamăgiți de corupția clerului creștin. În sistemul milleturilor otomane, un grec convertit, deși își păstra limba și cultura, era clasificat drept „musulman”. Din punctul de vedere al creștinilor, ei deveneau însă niște turci demni de ură. Unii dintre creștini au devenit „neomartiri”, ca în cazul Sfinților Efraim și Demetrios, sau criptocreștini (greci musulmani care practicau în secret credința ortodoxă), pentru ca să evite taxele mari. Criptocreștinii se aflau în permanent pericol să fie uciși dacă erau prinși practicând o altă religie după ce se convertiseră la islam. Au existat o serie de cazuri când membrii ai nobilimii teocratice sau seculare bizantine s-au convertit la islam – Ioannis Tzelepes Komnenos sau Mesih Pașa (care făcea parte familia Paleolog). 
Au existat și istorici bizantini care au notat natura liberală și generoasă a unor sultani otomani. Astfel, Baiazid I a acceptat creștini în cercul său de apropiați, iar Murad al II-lea a inițiat reforme care au înlăturat unele nedreptăți care datau de pe vremea monarhilor bizantini. Pe de altă parte, au existat sultani precum Selim I, care i-a persecutat pe creștini, pe care a dorit să îi alunge din imperiu și ale căror biserici a dat ordin să fie confiscate. Dacă până în cele din urmă sultanul a renunțat la aceste măsuri extreme, este adevărat că ortodocșii și creștinii în general au fost persecutați puternic în timpul domniei sale.

### Impozitele și „tributul în copii”

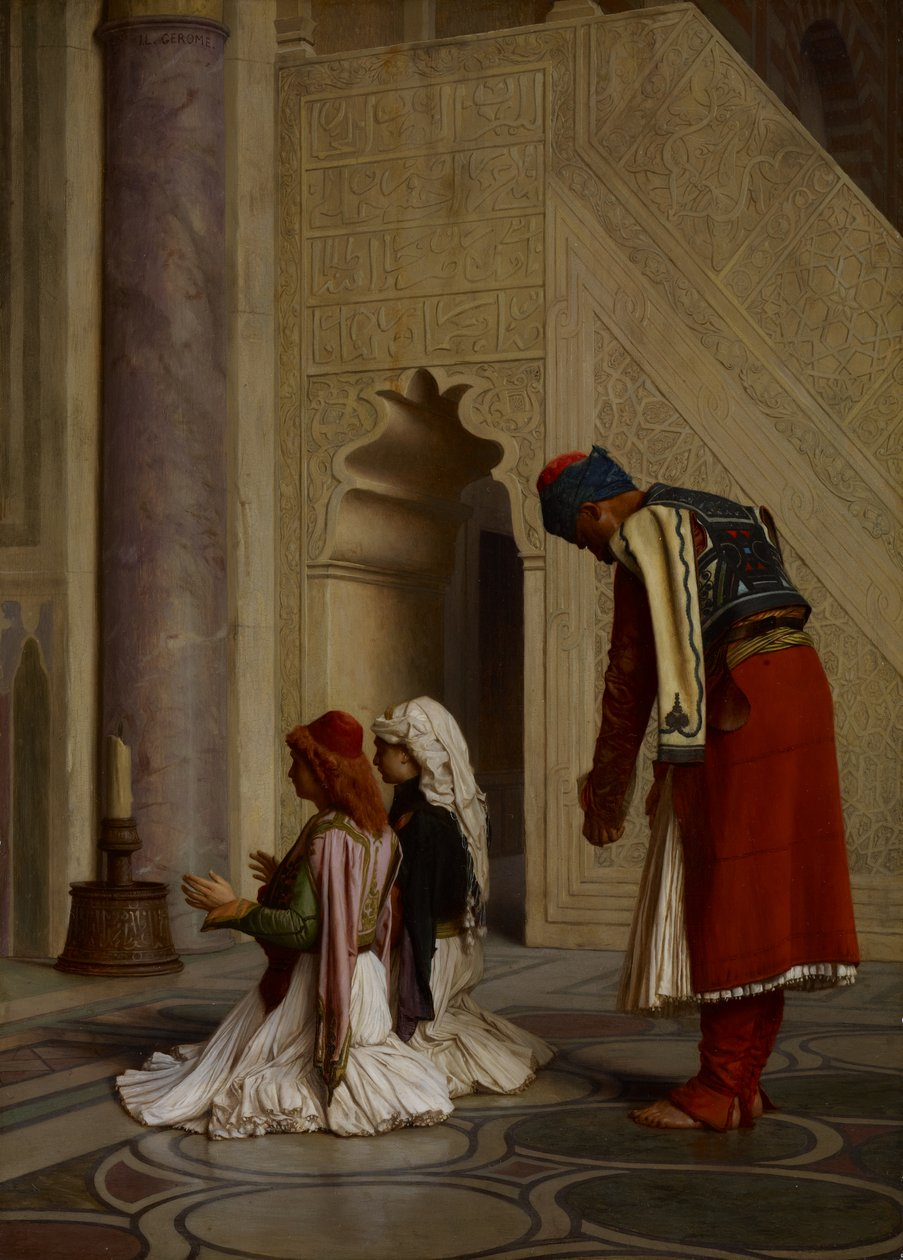
„Tineri greci la moschee”, pictură de Jean Léon Gérôme, 1865)

Negustorii grecii erau obligați să plătească o serie de taxe, care aduceau venituri importante la visteria statului. De asemenea, grecii, la fel cu restul creștinilor, trebuiau să plătească jizia (un impozit de tip „capitație”, funcție de numărul de persoane și nu funcție de avere sau dimensiunea proprietății funciare), diferit de „zakat”, pe care o plăteau musulmanii în conformitate cu cei cinci „stâlpi” ai islamului. Neplata jizia îl „elibera” pe sultan de obligația apărării vieții și averii creștinilor, aceștia din urmă putând fi luați în sclavie, uciși. Creștinii trebuiau să aibă tot timpul asupra lor o chitanță care să dovedească plata jizia pentru ca să evite persecuțiile. Aceste practici au fost considerate de către greci ca brutale și arhaice, iar cultura musulmană și otomană respingătoare, neevoluată și inferioară celei elene . Marea majoritate a grecilor nu erau obligați să efectueze serviciul militar în armata sultanului, dar un număr de tineri greci erau convertiți cu forța la islam și încadrați în corpul ienicerilor. În plus, o serie de tinere fete elene erau obligate să servească ca odalișce în haremurile otomane .
Aceste practici erau numite „tributul în copii” (devșirme, limba greacă παιδομάζωμα paidomazoma, adică „adunarea copiilor”), prin care fiecare comunitate creștină trebuia să cedeze un băiat din cinci pentru a fi crescut în legea musulmană, după care să fie înrolat în corpul de elită al infanteriei otomane, ienicerii. Familiile elene  au opus o rezistență puternică acestei practici. În Grecia au circulat povești despre mame care-și mutilau băieții pentru ca să împiedice predarea lor autorităților otomane. Trebuie spus că odată cu intrarea tinerilor în corpul ienicerilor (după convertirea la islam), tinerilor greci li se ofereau șanse mari de avansare în funcții de conducere, până la aceea de mare vizir. Unul dintre cele mai cunoscute exemple este cel al lui Pargali Ibrahim Pașa, născut în familia unui pescar grec, care a devenit unul dintre cei mai de încredere sfătuitori ai sultanului Suleiman Magnificul, dovedindu-se nu doar un diplomat abil, dar și un general strălucit. Posibilitatea oferită tinerilor creștini, ca după convertirea la islam și înrolarea în corpul ienicerilor să acceadă la funcții importante a făcut ca unele familii de greci să-și ofere în mod voluntar copii pentru completarea efectivelor cerute de otomani prin „tributul în copii”.
Rezistența populației elene la taxarea excesivă sau la înrolarea copiilor în rândul ienicerilor a avut consecințe grave. De exemplu, când un oficial otoman a venit în 1705 în Macedonia să găsească și recruteze băieți pentru corpul ienicerilor, el a fost ucis de către grecii răsculați. Rebelii au fost în cele din urmă prinși și executați. Capetele lor au fost mai apoi expuse în piețele publice din Salonic .
Pe ansamblu trebuie spus că reacția grecilor la practica „tributului în copii” a variat de la dispreț la opoziție și la acceptare fățișă. Temerea cea mai mare a familiilor elene era aceea ca proprii fii deveniți ieniceri să se reîntoarcă pe post de opresori. Au existat cazuri în care familiile unor astfel de tineri au plătit mită oficialilor otomani pentru a le asigura fiilor lor intrați în slujba sultanului o evoluție mai bună în carieră.

### Demografia
Incorporarea Greciei în Imperiul Otoman a mai avut o consecință pe termen lung. Activitatea economică a înregistrat un mare declin (în principal datorită plecării negustorilor din orașele mici spre marile aglomerări urbane – Salonic, Izmir sau Constantinopol), iar populația a scăzut, cel puțin în zonele de câmpie (recensămintele otomane nu au inclus de obicei locuitorii din zonele muntoase, pe care nu le puteau controla în mod eficient). Turcii otomani s-au așezat în special în Tracia. După expulzarea din Spania din 1492, evreii sefarzi s-au așezat în Salonic (cunoscut în acea perioadă ca Salonica ori Selanik), care a devenit cel mai important centru evreiesc din Imperiul Otoman. 
Grecii au devenit mai izolați, fiecare regiune fiind oarecum izolată de restul – cum, cel puțin teoretic, doar musulmanii puteau să călărească pe cai, negoțul era mult mai dificil. Cultura și învățământul elene au înregistrat un recul important, în condițiile în care, până la cucerirea otomană, grecii erau considerați cel mai cultivat popor european. 

### Tradiție și folclor
Începând cu secolul al XVI-lea, au fost create o serie de cântece populare (dimotika) despre viața poporului elen, despre briganzi și luptele cu ocupanții otomani. Baladele kleftice (Κλέφτικα τραγούδια) sunt un subgen al muzicii populare grecești, care descria viața rebelilor eleni.  Cele mai importante înfruntări dintre greci și otomani au fost imortalizate în povești și cântece populare, precum balada epică To tragoudi tou Daskalogianni din 1786, în care sunt narate luptele de rezistență din timpul lui Daskalogiannis..

## Declinul puterii otomane
.

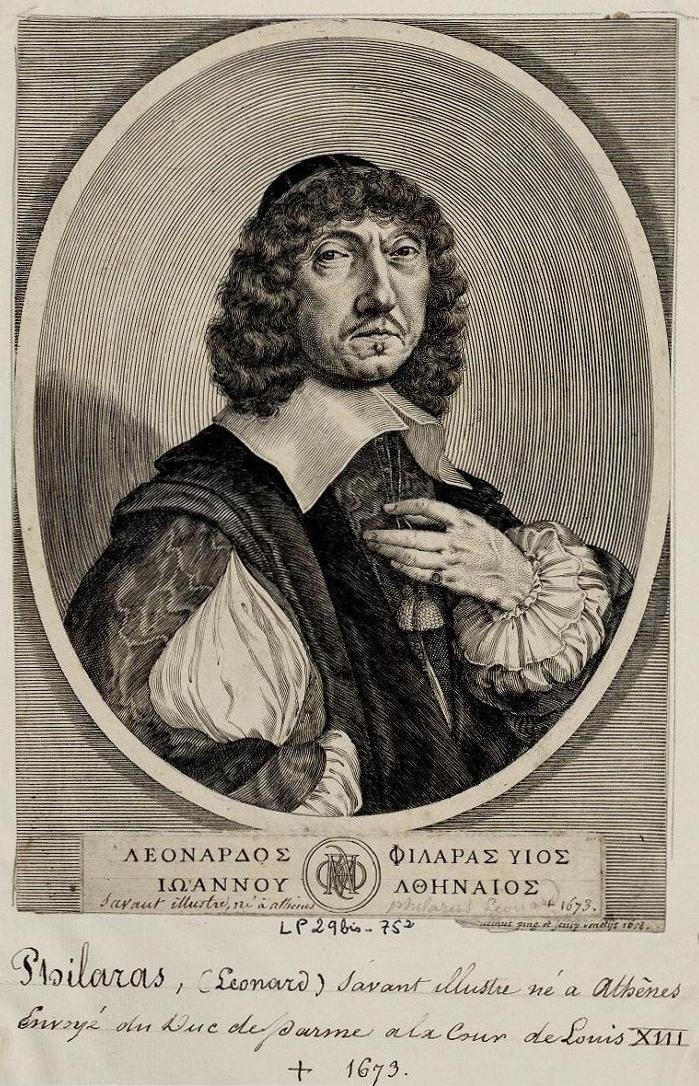
Leonardos Philaras (cca. 1595 - 1673) a fost un învățat grec născut în Atena. El a fost unul dintre primii sprijinitori ai luptei de eliberare a grecilor de sub dominația otomană. el și-a consacrat o bună parte a vieții convingerii intelectualilor vest europeni să sprijine lupta de eliberare a grecilor

După eșecul în fața Vienei din 1683, Imperiul Otoman a intrat într-o lungă perioadă de declin – atât militară cât și economică, care a dus la creșterea corupției, acțiunilor represive și ineficienței birocratice. Nemulțumirile generate de abuzurile otomanilor au dus la izbucnirea unor rebeliuni. Pentru a putea face față creșterii nemulțumirilor și revoltelor, otomanii au trecut la guvernarea militară a tot mai multor regiuni ale Greciei. În loc să înăbușe rebeliunile, guvernarea militară a provocat noi revolte populare. Cercul vicios al revoltelor și represaliilor militare, care generau noi rebeliuni, a dus la prăbușirea vieții economice și la accelerarea declinului populației. În această perioadă, fiefurile deținute direct de sultan și date de acesta în folosință nobililor otomani au devenit proprietăți ereditare, (chiflik), care puteau fi vândute sau lăsate moștenire. Noua clasă a moșierilor otomani au reușit să transforme țăranii eleni în iobagi. Iobăgirea populației din câmpii a dus la sărăcirea acestor zone și depopularea lor. Atena devenise doar un sat mai mare, în care țăranii greci erau extrem de săraci și izolați. Aceștia nu aveau acces în apropierea Acropolelui, unde cei mai mulți turci bogați își construiseră casele. Diplomatul francez  François-René de Chateaubriand nota după vizita sa în Sounion din 1806 faptul că fusese înconjurat de „morminte, tăcere, dezastru, moarte și câțiva marinari greci adormiți fără grijă pe ruinele Greciei”.
Numărul grecilor din câmpie a crescut după reîntoarcerea elenilor din regiunile muntoase în timpul secolului al XVII-lea. 
Pe de altă parte, pozițiile grecilor educați din Imperiul Otoman s-au îmbunătățit foarte mult în secolele al XVII-lea și al XVIII-lea. Odată cu consolidarea puterii Imperiului Otoman, sultanii și-au dat seama de înapoierea statului în comparație cu puterile europene. Pentru recuperarea rămânerii în urmă, tot mai mulți greci au fost recrutați datorită priceperilor lor în domeniile administrativ, tehnic și financiar, superioare celor ale otomanilor. Începând cu sfârșitul secolului al XVII-lea, grecii au început să ocupe unele dintre cele mai importante funcții din statul otoman. Fanarioții, clasa grecilor bogați locuitori ai cartierul Fanar al Constantinopolului, au devenit din ce în ce mai puternici. Călătoriile întreprinse de aceștia în țările Europei Occidentale în interes de afaceri sau în cadrul misiunilor diplomatice otomane i-au pus în contact cu ideile cele mai avansate ale vremii – liberalismul și naționalismul. Ideea naționalistă modernă elenă a prins contur inițial în rândurile fanarioților. Numeroși negustori și călători greci au fost influențați de ideile Revoluției Franceze, iar la începutul secolului al XVII-lea a prins contur așa-numitul Iluminism Elen. 
Naționalismul elen a fost stimulat și de agenții împărătesei Imperiului Rus Ecaterina cea Mare, care spera să poată cuceri teritorii otomane ale unui imperiu aflat în declin, cel mai important fiind Constantinopolul însuși, prin incitarea la revoltă a popoarelor creștine supuse. În ciuda eforturilor țariste, grecii nu s-au ridicat la luptă împotriva otomanilor în timpul războiului ruso-otoman declanșat în 1768. Atitudinea grecilor i-a dezamăgit profund pe sponsorii lor ruși. Tratatul de la Kuchuk-Kainarji (1774) a dat dreptul rușilor să-i „reprezinte” pe supușii ortodocși din Imperiul Otoman în fața sultanului. Abuzând de acest drept, rușii au început să se amestece cu regularitate în afacerile interne ale Imperiului Otoman. Sprijinul rus, combinat cu ideile Revoluției Franceze, le-a permis grecilor să se reconecteze la lumea exterioară, ceea ce a condus la dezvoltarea unui naționalism activ, o mișcare care se număra printre cele mai progresiste ale vremurilor acelea. 
Grecia a fost doar tangențial implicată în Războaiele napoleoniene, dar un episod al acestor conflicte a avut o consecință majoră. Când armatele franceze conduse de împăratul Napoleon Bonaparte au asediat Veneția în 1797, ele au reușit să ocupe și Insulele Ionice,  punând astfel capăt a patru sute de ani de dominație italiană . Insulele au fost ridicate la statutul de „dependență franceză” și au primit numele de Republica Septinsulară, care se bucura de autonomie locală. Aceste teritorii au fost primele regiuni grecești care s-au autoguvernat după cădrea Trabzonului în 1461. Printre oficialii noului teritoriu autonom s-a numărat Ioannis Kapodistrias, care avea să devină primul șef de stat al Greciei independente. Spre sfârșitul Războaielor Napoleoniene din 1815, Grecia a reușit să iasă din mai multe secole de izolare. Scriitorii francezi și britanici au început să viziteze țara, iar bogătașii Europei au început să colecționeze antichități elene. „Filoelenismul a jucat un rol important în mobilizarea sprijinitorilor luptei pentru independența Greciei. 

## Rebeliunile de până în anul 1821
Grecii din diferite regiuni ale Greciei s-au răsculat în diferite ocazii împotriva stăpânirii străine, profitând de obicei de conflictele militare în care era implicat Imperiul Otoman. Amploarea și urmările acestor rebeliuni au variat foarte mult. În timpul războiului otomano-venețian din 1463 – 1479, frații Krokodeilos și Epifani Kladas au condus unități de stratioti în lupta împotriva turcilor din sudul Peloponezului. Venețienii au cucerit Vardousia și regiunea înconjurătoare. Epifani Kladas a devenit guvernatorul regiunii. Au existat rebeliuni rapid înăbușite, precum cele ale țăranilor din Epir din 1600 și 1611, care au izbucnit în diferite regiuni ale țării. În timpul bătăliei de la Lepanto, efectivele creștine au fost completate cu peste zece echipaje elene. Pictorul El Greco a plătit sume importante pentru recrutarea unui echipaj grec. Victoria creștinilor în această bătălie navală i-a încurajat pe grecii din diferite regiuni aflate sub dominația otomană (Focida, Peloponez) să se răscoale. Toate aceste revolte au fost în cele din urmă înăbușite. În timpul celui de-la cincilea război otomano-vențian din Creta (1645 – 1669), grecii l-au sprijinit pe venețienii lui Francesco Morosini în luptele din Peloponez.. O revoltă de mare amploare a avut loc în timpul războiului ruso-turc din 1768 – 1774, izbucnită la îndemnul comandantului flotei ruse, contele Orlov. Grecii s-au revoltat atât în Grecia continentală cât și în insule. În 1778, Lambros Katsonis a format o flotă de 70 de corăbii care a atacat vasele otomane din Marea Egee. Turcii au fost obligați să lupte neîncetat împotriva forțelor navale elene rebele până în 1790  

## Războiul de Independență

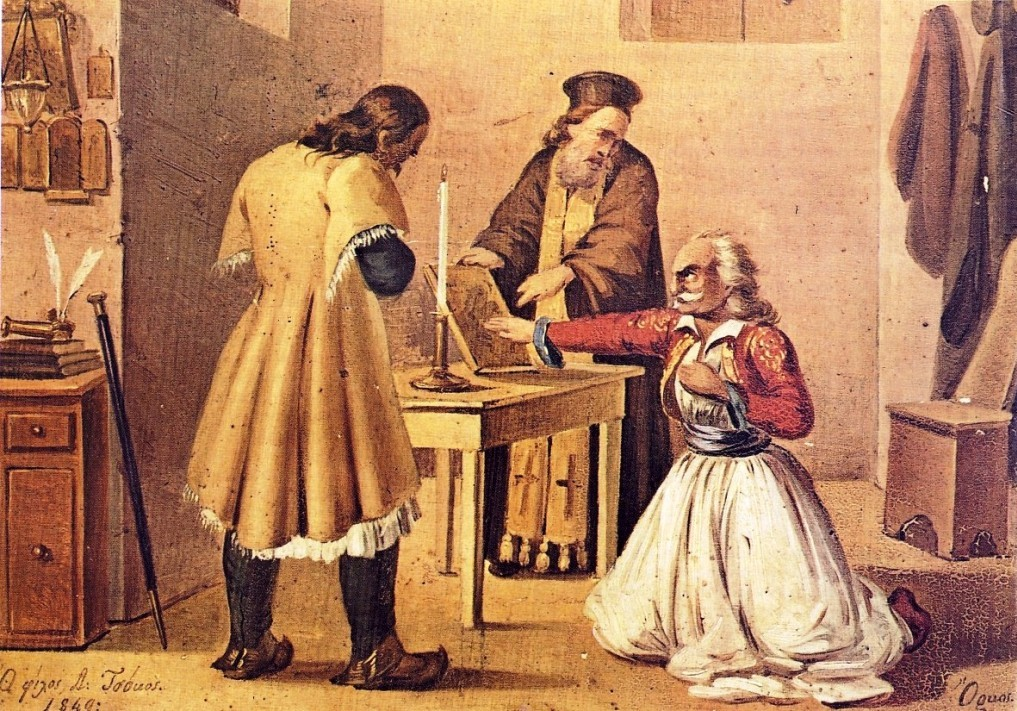
Jurământul de inițiere în Filiki Eteria

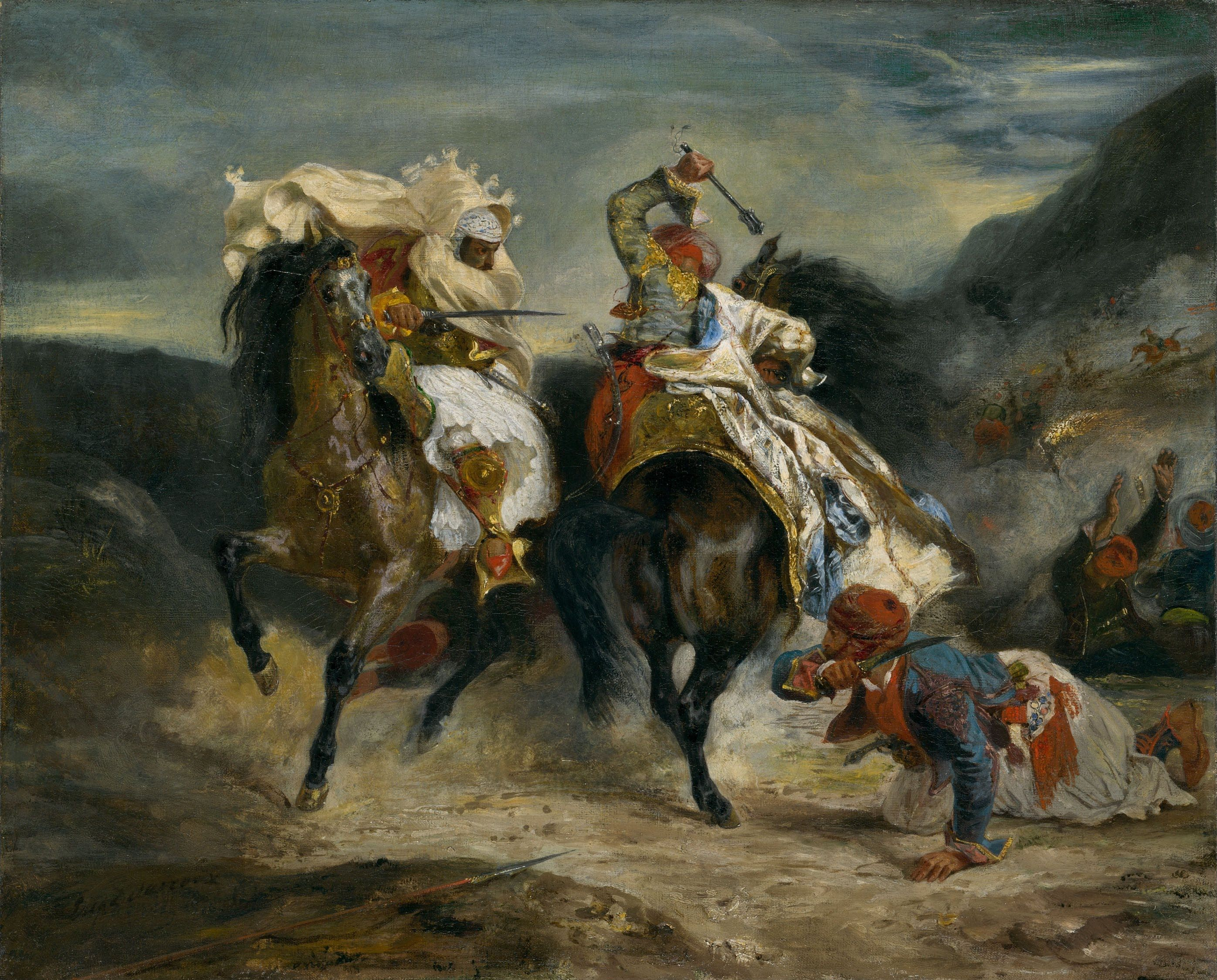
Lupta ghiaurului și pașei, tablou de Eugène Delacroix, 1827

În 1814 grecii din exil au format o organizație naționalistă secretă  „Societatea Prietenilor” (Filiki Eteria) la Odesa. Membrii Eteriei au plănuit o revoltă antiotomană, bucurându-se de sprijinul comunităților grecești bogate din Regatul Unit și SUA. Eteria s-a bucurat de sprijin și din partea unor simpatizanți din Europa Occidentală, ca și de susținerea mascată a Imperiului Rus. Eteria l-a ales pe Capodistria, care după ce părăsise Insulele Ioniene devenise ministru de externe al Imperiului Rus, lider al rebeliunii. Pe 25 martie 1821 mitropolitul Germanos al Patrasului a proclamat declanșarea luptelor pentru cucerirea independenței. A fost plănuită declanșarea simultană a unor revolte în întreaga Grecie continentală și în insulele Creta și Cipru. Grecii au beneficiat de avantajul surprizei și de implicarea forțelor otomane în luptele împotriva albanezilor lui Ali Pașa și au reușit să cucerească o serie de regiuni. Primele atacuri ale grecilor au fost date împotriva coloniștilor musulmani neînarmați. Aproximativ 40% dintre musulmanii albanezi și turci din Peloponez au fost uciși în timpul acestor atacuri, iar restul a fugit sau au fost deportați.
În scurt timp însă, otomanii au preluat inițiativa și s-au dedat la represalii sângeroase, masacrând populație elenă dintr-o serie de localități. Represaliile s-au dovedit însă în dezavantajul otomanilor, ducând la creșterea simpatiei în rândurile opiniei publice britanice și franceze. Guvernele acestor două țări au privit la început cu mare reținere rebeliunea grecilor, suspectând că la mijloc este un complot rus pentru cucerirea posesiunilor europene ale otomanilor, inclusiv a Constantinopolului. Grecii nu au reușit să obțină un control eficient în zonele pe care le cuceriseră, în bună parte datorită luptelor pentru putere  dintre diferitele facțiuni elene. Luptele au continuat neîntrerupt între 1821 – 1825 cu rezultate neclare, până când sultanul a apelat la sprijinul armatei terestre și flotei egiptene a lui Muhammad Ali. 

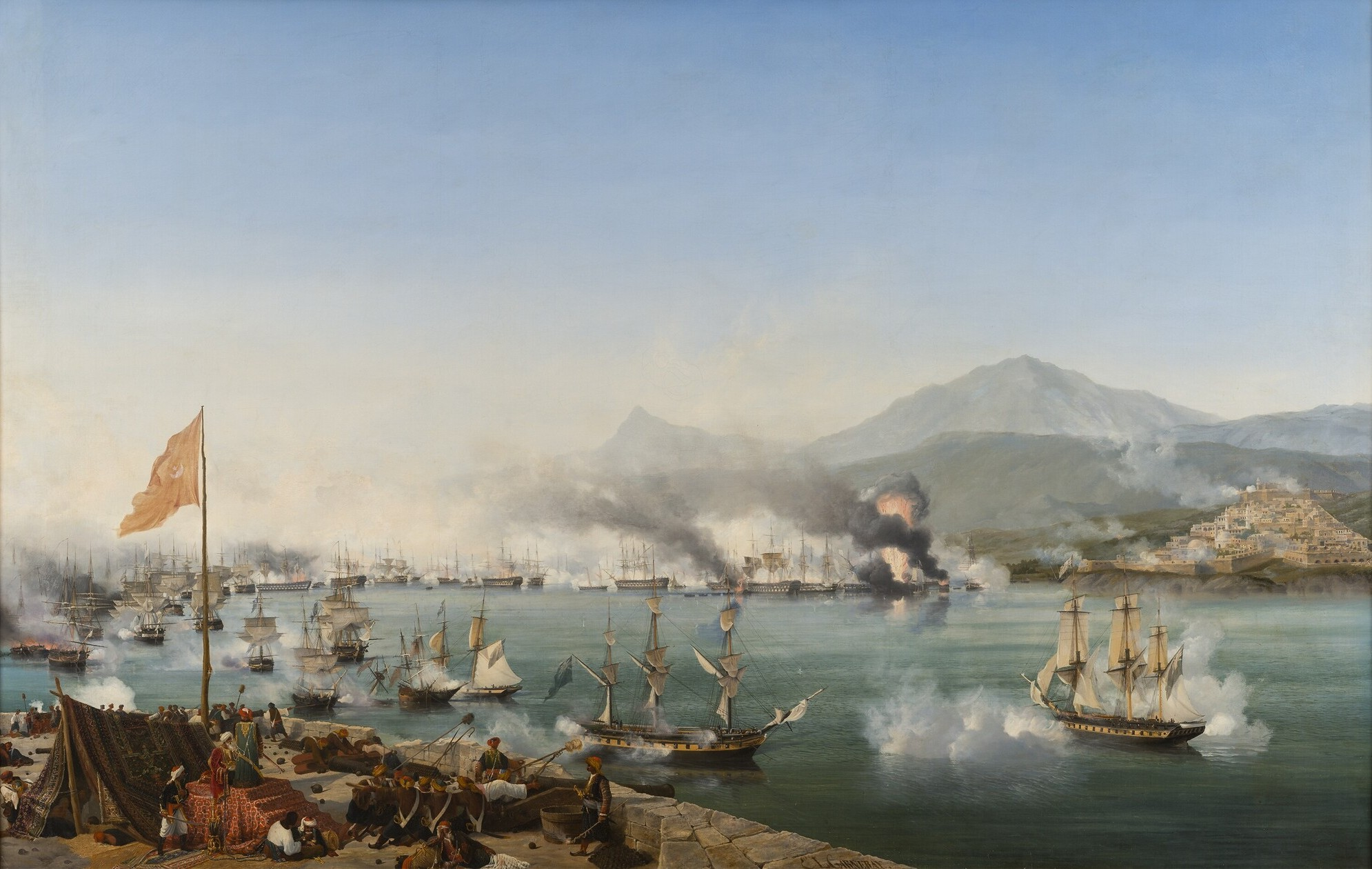
Bătălia de la Navarino (octombrie 1827) a marcat sfârșitul puterii otomane în sudul Greciei

Atrocitățile comise în timpul expediției egiptene și moartea în lupta împotriva otomanilor a poetului britanic Byron la Messolongi (1824) au dus în cele din urmă la schimbarea poziției guvernelor Marilor Puteri. O flotă reunită britanico-franco-rusă deplasată în Golful Navarino la inițiativa guvernelor de la Londra, Paris și Sankt Petersburg a distrus în octombrie 1827 flota otomană în Bătălia de la Navarino. Acesta a fost un moment decisiv al Războiului de Independență.  Un an mai târziu, trupele franceze au debarcat în Peloponez cu intenția declarată de oprire a atrocităților trupelor terestre otomane. Grecii, profitând de protecția forțelor expediționare, au fost capabili să-și regrupeze forțele și să formeze un nou guvern. Forțele elene au încercat să ocupe cât mai multe teritorii, inclusiv Atena și Teba, mai înainte ca puterile occidentale să impună încetarea focului. 
Marile puteri europene s-au întâlnit în cadrul unei conferințe la Londra în 1829 și au propus fondarea unui stat grec independent cu o frontieră nordică care să se întindă de la Arta la Volos în zona continentală, iar dintre insule fiind cuprinse doar Evia și Ciclade. Grecii au fost dezamăgiți de aceste frontiere, dar nu aveau cum să se opună hotărârilor Regatului Unit, Franței și Rusiei, care contribuiseră în mod hotărâtor la obținerea independenței Greciei. Conferința de la Londra din 1932 a recunoscut apariția unui nou stat independent pe harta Europei – Regatul Greciei. Capodistria, care fusese șeful interimar al statului încă din 1928, a fost asasinat de un membru al unei familii rivale, Mavromichalis, în octombrie 1831. Pentru ca să împiedice formarea unui guvern republican în Grecia, Marile Puteri, în special Imperiul Rus, au insistat ca noul stat să fie proclamat ca monarhie, iar principele bavarez Otto a fost proclamat primul rege al statului independent.

## Resurse internet
- Macedonian Question: Turkish Domination Arhivat în 7 aprilie 2017, la Wayback Machine.